# Homecoming (The Penguin)
"Homecoming" es el quinto episodio de la miniserie de televisión de drama criminal estadounidense The Penguin, un spin-off de la película The Batman. El episodio fue escrito por los coproductores Breannah Gibson y Shaye Ogbonna, y dirigido por Helen Shaver. Se emitió por primera vez en HBO en Estados Unidos el 20 de octubre de 2024 y también estuvo disponible en Max en la misma fecha.
Ambientada poco después de los eventos de la película, la serie explora el ascenso al poder de Oswald "Oz" Cobb / Penguin (interpretado por Colin Farrell) en el submundo criminal de Ciudad Gótica, aliado con un joven llamado Victor (Rhenzy Feliz), mientras también tiene que lidiar con la presencia de Sofia Falcone (Cristin Milioti), quien quiere respuestas sobre la desaparición de su hermano. En el episodio, Oz intenta negociar con los Maroni, mientras Sofía obliga a Johnny Viti (Michael Kelly) a concertar una reunión.
Según Nielsen Media Research, el episodio fue visto por aproximadamente 0,385 millones de espectadores en hogares y obtuvo una participación de audiencia de 0,09 entre los adultos de 18 a 49 años. El episodio recibió críticas positivas de los críticos, quienes elogiaron las actuaciones, la escritura, los giros y el tono.

## Trama
Después de escapar de la discoteca, Oz y Victor queman el auto en la calle. Aunque a Víctor le preocupa que Sofía pueda tomar represalias, a Oz no le preocupa demasiado y agradece el rescate de Víctor.
Para obtener una pista sobre la guerra de pandillas, Oz y sus secuaces secuestran a Taj, el hijo de los Maroni, y obligan a Salvatore y Nadia a hacer un intercambio; él devolverá a Taj, si Nadia devuelve el envío de hongos que le quitó a Oz. Sal y Nadia aceptan sus términos a regañadientes. Al salir de prisión, Oz ve una noticia que detalla una fuga de gas que mató a casi todos en la finca Falcone, siendo Sofía una de los pocos sobrevivientes. En la finca, Sofía es interrogada por el jefe de policía sobre los acontecimientos y el paradero de Johnny Viti, pero ella evita cualquier pregunta. Se revela que Viti está retenido como rehén debajo del cementerio de la familia Falcone y que Sofía lo tortura para obtener acceso al escondite de dinero de los Falcone.
Mientras la pandilla de Oz está preocupada por la muerte de los Falcone, Oz lo considera una ventaja ya que Sofía hizo el trabajo por ellos. Luego le asigna a Víctor el cuidado de su madre Francis, decepcionando a Víctor. Cuando Oz llega a un almacén para reunirse con Nadia, su secuaz, Mikey, intenta matar a Sal en prisión. Después de entregar a Taj sano y salvo, Nadia cierra las puertas del almacén y se produce un tiroteo, que culmina cuando Oz prende fuego a Nadia y Taj, matándolos. Sin embargo, el fuego activa los aerosoles químicos extintores, lo que obliga a Oz a tomar rápidamente el auto con los hongos y partir hacia su base. Luego descubre que casi todos los hongos murieron, dejándolo solo con dos pequeños cubos de producto utilizable. Para complicar las cosas, lo llama Sal, quien sobrevivió al intento de asesinato, mató a Mikey y escapó de Blackgate. Amenaza la vida de Oz, y a cambio Oz se burla de que debería llamar a su esposa. Oz consigue que Víctor lleve a Francis a un lugar escondido, y Víctor la lleva a un viejo apartamento en Crown Point, un vecindario donde Víctor creció y que fue gravemente dañado por las inundaciones.
Después de ser torturado, Viti explica que la madre de Sofía, Isabella Gigante, planeaba dejar a Carmine, pero no pudo debido a sus propios hijos, y finalmente aceptó apoyar su deseo de ser la nueva cabeza de la familia. Más tarde, el Dr. Rush visita a Sofía y le revela que sabe que ella estuvo involucrada en la fuga de gas, pero que, sin embargo, apoya la decisión y está dispuesto a quedarse con ella. Ella consigue que Viti organice una reunión con los últimos secuaces restantes de la familia, proclamando que ahora ella se hará cargo del negocio. Cuando Viti se resiste, Sofía le dispara en la cabeza. Ella declara que usará el nombre "Gigante" - el apellido de soltera de su madre - y les ofrece una parte del dinero de su padre por su lealtad, lo cual ellos aceptan.
Esa noche, Sofía visita a Sal en su cabaña apartada y le ofrece asociarse con él, planeando matar a Oz y tomar el control de la ciudad. Oz llega al apartamento de Víctor y trata de consolar a Francis, pero ella lo rechaza. Agradece a Víctor por sus acciones y le cuenta sobre la muerte de sus hermanos. Al encontrar una vieja ficha de tranvía en la casa, Oz consigue que Víctor lo acompañe a una estación de tranvía subterránea abandonada que visitó en su infancia. Oz enciende las luces y decide utilizar la estación como base para su operación de hongos.

## Producción

### Desarrollo
El episodio fue escrito por los coproductores Breannah Gibson y Shaye Ogbonna, y dirigido por Helen Shaver. Fue el primer crédito como guionista de Gibson, el primer crédito como guionista de Ogbonna y el segundo crédito como director de Shaver.

### Escritura
Sobre la muerte de Nadia, Shohreh Aghdashloo dijo: "Cada vez que una madre iraní habla con su hijo, su nombre siempre es seguido por "joon", o "querido". " Y al final de la conversación, normalmente termina así: "ghorbunet beram". "Me sacrifico por ti. " Nadia literalmente se sacrifica por su hijo. Para mí, esa es la mejor parte de esta escena. Si fuera una verdadera jefa de la mafia, no se involucraría en esto. Pero es una ama de casa. Comete errores. Esa escena significa mucho para mí. Me han preguntado: "¿Por qué va Nadia allí? Ella puede enviar gente para traer a su hijo de regreso". Pero ella no lo hace, porque llama a su hijo "joon", "querido", y está dispuesta a sacrificarse por él. Ghorbunet beram".
Michael Kelly explicó la decisión de Sofia de matar a Johnny: "Johnny habría sido una ventaja, sin duda. Pero al mismo tiempo, es el movimiento más audaz que podría haber hecho. Tiene a todos los hombres frente a ella. Los reuní a todos con mi poder, ¿verdad? Y luego entra y dice: 'No, aquí está el poder, aquí está el dinero, aquí está todo. Sabes, te voy a tratar de manera justa. Te voy a tratar bien'. Ellos dicen: 'Oh, sí, ese es nuestro nuevo líder'. Y es bastante simple, fue un movimiento audaz de su parte".
Con el Dr. Rush ayudando a Sofia en su imperio criminal, Lauren LeFranc esperaba que esto pudiera ser una subversión del género de gánsteres, explicando: "Hemos visto tantas películas de gánsteres en las que la forma en que los hombres tratan a las mujeres es muy similar, de una manera disminuida, supongo. Y para mí, fue interesante que Julian Rush pudiera ser alguien que admira a Sofia y la admira, pero es el beta en esta relación, y Sofia lo sabe. Simplemente no creo que hayas podido ver ese tipo de dinámica tan a menudo".

## Recepción

### Audiencia
En su emisión original en Estados Unidos, "Homecoming" fue visto por un estimado de 0,385 millones de espectadores en hogares, con un 0,09 en el grupo demográfico de 18 a 49 años. Esto significa que el 0,09 por ciento de todos los hogares con televisor vieron el episodio.  Este fue un ligero aumento en la audiencia con respecto al episodio anterior, que fue visto por un estimado de 0,368 millones de espectadores en hogares, con un 0,09 en el grupo demográfico de 18 a 49 años. 

### Reseñas críticas
"Homecoming" recibió críticas positivas de los críticos. El sitio web agregador de reseñas Rotten Tomatoes informó una calificación de aprobación del 100% para el episodio, con una calificación promedio de 8/10 y basada en 7 reseñas de críticos.
Tyler Robertson de IGN le dio al episodio un "excelente" 8 de 10 y escribió en su veredicto: "Aunque no tiene miedo de adelantar más historias futuras, "Homecoming" finalmente deja de lado el pasado para mirar hacia el futuro, mientras Oz pone en marcha sus planes largamente trazados para una toma de control de toda la ciudad. El episodio (y el propio Oz) luchan por mantener todos los platos girando, pero finalmente parece que El Pingüino está llegando a la acción. La promesa del estreno finalmente se está volviendo visible y, con suerte, con solo tres episodios restantes, puede aterrizar". 
William Hughes, de The AV Club, le dio al episodio una calificación de "C+" y escribió: "Nos hemos preguntado, más de una vez mientras considerábamos The Penguin, qué tipo de programa de televisión quiere ser en realidad. ¿Nos sentamos cada semana a ver un drama policial de prestigio sobre una personalidad dañada que impone sus furiosas inseguridades al mundo? ¿Una película policial ligeramente cómica al estilo de los Coen sobre un eterno fracasado que suda sudando para alcanzar el éxito? ¿Una meditación pulposa sobre el trauma? "Homecoming", la quinta entrega de la serie, no responde a estas preguntas tanto como que se rinde ante el concepto de elegir un carril en primer lugar. "¡A la mierda, dos programas!", declara desordenadamente: Bienvenidos a nuestra función doble, entonces, Oz Cobb's Failure House y Sofia Falcone's Big Day".
Andy Andersen de Vulture le dio al episodio una calificación de 3 estrellas de 5 y escribió: "A medida que nos acercamos a los últimos tres capítulos de la saga Cobb/Gigante, la mesa está bien puesta para un choque fascinante de malos indelebles de Gotham. Aquí es donde debo darle crédito a la directora Helen Shaver por abordar el episodio anterior y este con un dominio total del tono y la iconografía del material. El aspecto de la serie de aventuras policiales de los domingos por la noche en HBO sigue siendo en su mayoría adecuado y, a veces, incluso inspirado. Pero en su afecto por sus personajes y su encuadre trágico y pulp, The Penguin se perfila como una historia policial de cómic que vale su propio peso en montones y montones de dinero imposible de rastrear".  Josh Rosenberg de Esquire escribió: "Durante los últimos cuatro episodios de The Penguin, he bromeado cariñosamente sobre la interpretación de Farrell del clásico villano de Batman. La caricatura mitad Tony Soprano, mitad Grimace en mi pantalla es fácilmente la actuación más divertida que he visto en mucho tiempo. Camina como un pato, grita con un acento italiano estereotipado y se queja de los sándwiches de delicatessen con frases como "Y qué, ¿una cantidad normal de pepinillos es uno?". Pero, ¿hay algo más en Oz Cobb? ¿Puede el Pingüino realmente tocar mi corazón? De la manera en que solo una película de Rápido y Furioso podría hacerme llorar, el episodio 5 fue directo a mi alma". 
Joe George de Den of Geek le dio al episodio una calificación de 4 estrellas de 5 y escribió: "Cualquiera que sea el razonamiento, está claro que se han trazado las líneas y ha comenzado una nueva era en Gotham. Para cuando Oz le revela a Vic su guarida secreta, El Pingüino finalmente se ha convertido en el programa de superhéroes que siempre estuvo destinado a ser. Ahora, que comience la lucha".  Nate Richard de Collider le dio al episodio una calificación de 9 de 10 y escribió: ""Homecoming" nunca desperdicia un solo segundo, lo que nos obliga a prestar mucha atención a cada fotograma. Sin embargo, ni una sola vez se siente demasiado enrevesado, ya que la directora Helen Shaver y las guionistas Breannah Gibson y Shaye Ogbonna logran canalizar la atmósfera controlada pero tensa". 
Lisa Babick de TV Fanatic le dio al episodio una calificación de 4.8 estrellas de 5 y escribió: "Es una elección importante para los escritores y una que tiene peso, particularmente para aquellos que conocen su historia con la mafia".  Chris Gallardo de Telltale TV le dio al episodio una calificación de 4.5 estrellas de 5 y escribió: "Lo que hace el episodio 5 de la temporada 1 de The Penguin, "Homecoming", resulta en una exploración fascinante de estas dinámicas de poder que están cambiando. Dado cómo Oz está manipulando a todos y cada uno de estos personajes, será emocionante ver cómo estos detalles se alinearán entre sí". 